# 4 hot wave
「4 hot wave」（フォー ホット ウェーブ）は、倖田來未の32枚目のシングルである。2006年7月26日発売。発売元はrhythm zone。

## 解説
前作「恋のつぼみ」がロングヒットする中発売されたタイアップ付き4曲を収録したシングル。「CD＋DVD」「CDのみ」の2形態で発売。11枚目のシングル「LOVE & HONEY」以来、2年振りである。
すでにCMソングや番組のテーマソングとしてオンエアされてきた未発表楽曲4曲を収録。「I'll be there」「With your smile」は春からオンエアされており、待望のCD化となった。なお、CD化が待ち望まれていた「Get It On」「GO WAY!」は未収録となった（「GO WAY!」は後にアルバム『Black Cherry』の初回盤ボーナス・トラックとして収録）。実際は7曲入りであるが、3曲は収録曲の一部分を使用したバリエーションのため、オリコン上ではシングルに分類される（5曲以上はアルバムに分類）。初回盤特典としてスペシャルサイト「4 hot web」へアクセスできた（現在は終了）。
初の写真集『MAROC』も同時発売された。本作のジャケットや歌詞カードの写真は写真集と同じくモロッコで撮影した写真を使用している。
同日発売のSMAPのアルバム『Pop Up! SMAP』収録曲「Everybody」（DISC2の5曲目、香取慎吾ソロ曲）にもゲストボーカルとして参加した。
日本テレビ系『PRIDE&SPIRIT 日本プロ野球2006』イメージソング「With your smile」は中継内では、試合経過のハイライトVTRではインストゥルメンタルで流れ、エンディングで歌入りで流れるのが普通だったが、広島テレビのローカル中継（広島東洋カープ主催ゲーム。番組名は全国中継と同じ）では、ハイライトVTRの部分でも歌入りで流れ、なおかつ曲名のテロップも表示され、またCS放送・J SPORTSにもそのままの内容で配信されたことから、発売前に曲の前半部分が聴ける数少ない機会だった。
本作のPVの内容は繋がっており、「JUICY」「With Your smile」「I'll be there」「人魚姫」の順番となっている。

## 楽曲解説
INTRODUCTION 〜I'll be there〜
本作の幕開けを飾るイントロ。アナログノイズから始まり「I'll be there」のサビパートをループしたアレンジとなっている。
人魚姫
倖田來未流の人魚姫を表現したハードなロックナンバー。
ミュージック・ビデオ (※ DVDでは4曲目)
グリム童話の「人魚姫」をモチーフに書かれた歌詞、それに沿った「人魚姫」という本に始まり本に終わる内容となっている。
I’ll be there
本人曰く、砂浜ではしゃぐ恋人達をイメージして作った楽曲だとのこと。歌番組ではこの曲が頻繁に披露されたが、常に半音低いキーで歌われていた。
ミュージック・ビデオ (※ DVDでは3曲目)
オーストラリアの世界遺産に登録されているフレーザー島にて撮影された。青く透き通った海が印象的な作品となっている。撮影では動きをなめらかに見せるため、音楽を倍速で再生し早口状態での撮影となった。
INTERLUDE 〜JUICY・人魚姫〜
「JUICY」と「人魚姫」のフレーズがマッシュアップを施したインタルード。
JUICY
15枚目のシングル「Hot Stuff feat. KM-MARKIT」以来の、踊りが主流のR&Bテイストあふれる楽曲。彼女曰く、クラブサウンドを意識して作られた作品である。
ミュージック・ビデオ (※ DVDでは1曲目)
ジェムケリーのCMでもこのクリップが使用されており、CMのフルバージョンともいえる作品。クリップやCMで使用しているアクセサリーは本人がプロデュースしたジュエリー「Binary face」。
With your smile
「No Regret」や「WIND」など、それまでに20曲近く関わってきたh-wonderが編曲。
ミュージック・ビデオ (※ DVDでは2曲目)
オーストラリアにて撮影された。ある「欠片」を探し、男性2人と広い荒野を車で格闘する内容になっている。
OUTRODUCTION 〜With your smile〜
アウトロ（終結部）。

## 収録曲
- 全作詞：Kumi Koda（※特記事項ない限り）

### CD
1. INTRODUCTION 〜I'll be there〜 [0:30]
インスト曲。
2. 人魚姫 [4:24]
作曲・編曲：Miki Watanabe
3. I'll be there [4:12]
作曲：Shintarou Hagiwara
編曲：tasuku
4. INTERLUDE 〜JUICY・人魚姫〜
インスト曲。
5. JUICY [4:27]
作詞：Yo Taira
作曲・編曲：STY
6. With your smile [4:16]
作曲：Toru Watanabe
編曲：h-wonder
7. OUTRODUCTION ～With your smile～ [3:31]
インスト曲。

### DVD
1. JUICY
2. With your smile
3. I'll be there
4. 人魚姫

初回限定特典映像
Making of MAROC 
モロッコにて撮影された写真集「MAROC」の撮影などに密着したもの。

## タイアップ
※ は、本人出演。
- 東芝携帯電話Vodafone 705T TVCMソング (#2) ※
- エフティ資生堂 2006 SEABREEZE TVCMソング (#3)
- ジェムケリーCMソング (#5) ※
- オリコカード（倖田來未カード）CMソング (#5) ※
- 日本テレビ系『PRIDE&SPIRIT 日本プロ野球2006』イメージソング (#6)

## 収録アルバム
- 人魚姫
  - 『Black Cherry』
  - 『BEST 〜third universe〜』
  - 『SUMMER of LOVE』(ビデオクリップのみ)
  - 『BEST 〜2000-2020〜』
- I'll be there
  - 『Black Cherry』
  - 『BEST 〜third universe〜』(ビデオクリップは未収録)
  - 『SUMMER of LOVE』
  - 『BEST 〜2000-2020〜』(ファンクラブ限定盤)
- JUICY
  - 『Black Cherry』
  - 『BEST 〜BOUNCE & LOVERS〜』(DANCE BEST DVD)
  - 『SUMMER of LOVE』(ビデオクリップのみ)
  - 『BEST 〜2000-2020〜』(ファンクラブ限定盤)
- With your smile
  - 『Black Cherry』
  - 『BEST 〜third universe〜』(ビデオクリップは未収録)
  - 『SUMMER of LOVE』(ビデオクリップは未収録)
  - 『BEST 〜2000-2020〜』(ファンクラブ限定盤)

## 収録ライブ映像
- 人魚姫
  - 『KODA KUMI LIVE TOUR 2006-2007 〜second session〜』
  - 『KODA KUMI LIVE TOUR 2007 〜Black Cherry〜 SPECIAL FINAL in TOKYO DOME』
  - 『KODA KUMI 2009 TAIWAN』(メドレー)
  - 『KODA KUMI 10th Anniversary 〜FANTASIA〜 in TOKYO DOME』
  - 『Rhythm Nation '06』(Beach Mix)
  - 『Koda Kumi 15th Anniversary First Class 2nd LIMITED LIVE at STUDIO COAST』(WALK OF MY LIFE、ファンクラブ限定盤)
  - 『Koda Kumi 15th Anniversary Live Tour 2015 〜WALK OF MY LIFE〜』(メドレー)
  - 『KODA KUMI LIVE TOUR 2016 〜Best Single Collection〜』(メドレー)
- I'll be there
  - 『KODA KUMI LIVE TOUR 2007 〜Black Cherry〜 SPECIAL FINAL in TOKYO DOME』
  - 『Dream music park』(Dejavu)
  - 『Koda Kumi 15th Anniversary First Class 2nd LIMITED LIVE at STUDIO COAST』(WALK OF MY LIFE、ファンクラブ限定盤)
  - 『Koda Kumi 15th Anniversary Live Tour 2015 〜WALK OF MY LIFE〜』(メドレー)
  - 『KODA KUMI LIVE TOUR 2016 〜Best Single Collection〜』
  - 『KODA KUMI LIVE TOUR 2018 -DNA-』(メドレー)
    - 『KODA KUMI LIVE TOUR 2018 -DNA- [Bonus Footage]』(ファンクラブ限定盤)
- JUICY
  - 『KODA KUMI LIVE TOUR 2013 〜JAPONESQUE〜』(BGMメドレー)
- With your smile
  - 『KODA KUMI LIVE TOUR 2006-2007 〜second session〜』
  - 『KODA KUMI LIVE TOUR 2007 〜Black Cherry〜 SPECIAL FINAL in TOKYO DOME』
  - 『KODA KUMI 2009 TAIWAN』(メドレー)
  - 『KODA KUMI LIVE TOUR 2010 〜UNIVERSE〜』
  - 『Dream music park』(Dejavu)
  - 『KODA KUMI 15th Anniversary LIVE The Artist』(メドレー)
  - 『KODA KUMI LIVE TOUR 2016 〜Best Single Collection〜』